# ذاكر كندي
ذاكر كندي (بالفارسية: ذاکرکندی) هي مستوطنة تقع في Charuymaq-e Jonubesharqi Rural District في إيران. يقدر عدد سكانها بـ 544 نسمة .